# Достучаться до небес (альбом)
«Достучаться до небес» — второй студийный сольный альбом российского рэпера ST1M’а. Пластинка кардинальным образом отличается от предыдущего альбома «Я — рэп». В исполнении песен также приняли участие Сацура и Макс Лоренс.

## Релиз
Альбом был издан в октябре 2008 года в Белоруссии и на Украине, однако на территории России релиз был отложен до 2009 года из-за проблемы с договорами — немецким битмейкерам прислали документы на русском языке. Всё разрешилось, после того как договоры перевели на немецкий язык.

## Список композиций
1. Достучаться до небес саундтрек к телесериалу «Карпов»(prod. by Tai Jason) (3:34)
2. Назад  (prod. by 7 inch, cutz by DJ K-Real) (3:50)
3. Для всех моих фэнов  (prod. by Beatgees, cutz by IDR) (3:20)
4. Тольятти  (prod. by Beatnaticz) (3:40)
5. Без тебя  (prod. by DJ Smoove, cutz by DJ K-Real)(3:57)
6. Плевать  (prod. by Flashgordon, cutz by DJ K-Real) (3:32)
7. Похороните  (prod. by DJ Smoove, cutz by DJ K-Real) (4:04)
8. Мир принадлежит тебе feat. Сацура  (prod. by 7 inch, cutz by IDR) (3:51)
9. Легостев Никита  (prod. by Capital Gang) (3:56)
10. Сестрёнка (prod. by DJ Smoove, cutz by DJ K-Real) (3:15)
11. В моём квартале  (prod. by 7 inch, cutz by DJ K-Real) (3:46)
12. Шанс /саундтрек к фильму «Краповый берет»/  (prod. by Beatgees) (3:51)
13. Спи спокойно, страна  (prod. by Sti, cutz by DJ K-Real) (3:21)
14. Время  (prod. by Sti, cutz by DJ K-Real) (3:13)
15. Друзья  (prod. by Beatgees) (3:49)
16. Посмотри в мои глаза  (prod. by Beatgees) (3:19)
17. Как в первый раз  (prod. by Tai Jason) (3:38)
18. Слишком много слёз feat. Galliano  (prod. by G-Style) (5:01)

### Бонус-трек
19. С добрым утром feat. Макс Лоренс.

## Рецензии
Стим из тех артистов, у которых нет популярности, но есть некая фан-база. В данном случае – довольно обширная. Но это, думается, неисчерпанный кредит доверия, остатки былой роскоши, которые рано или поздно сойдут на нет. Потому что решительно непонятно, кого в XXI веке могут привлекать архаичные песни, призывающие, не падая духом и не теряя надежды, осознать дерьмовость окружающего мира. Не то, совсем не то имели в виду пытавшиеся однажды достучаться до небес Боб Дилан и Томас Ян.
 — пишет Надя Франк на сайте Prorap.ru